# Santa Isabel (Isole Salomone)

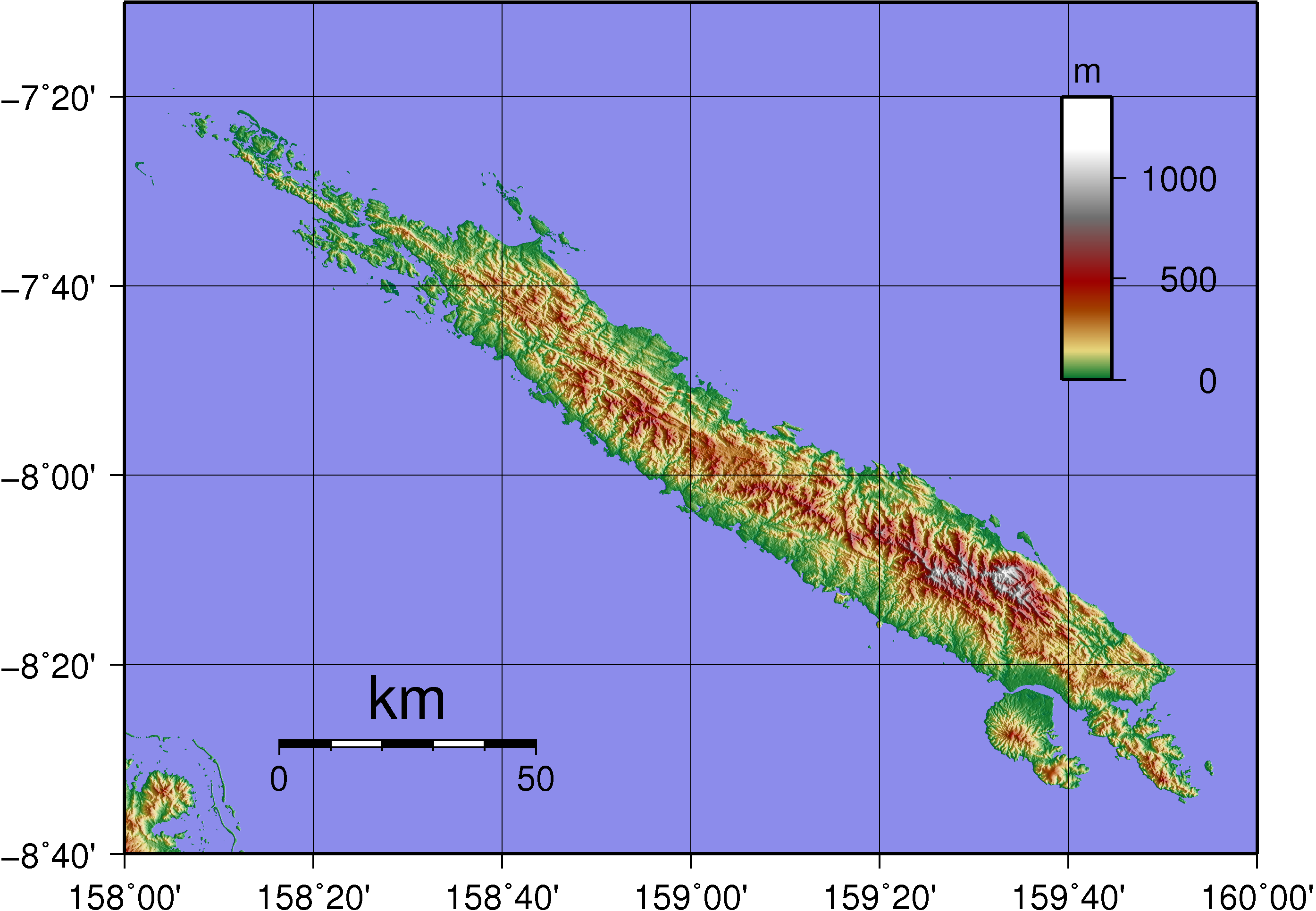
Mappa topografica di Santa Isabel.

Santa Isabel è l'isola più lunga tra le isole Salomone e la più grande della provincia di Isabel.

## Geografia
Ad ovest di Santa Isabel troviamo l'isola di Choiseul, a est l'isola di Malaita, a sud Guadalcanal e a nord c'è l'oceano Pacifico.
La vetta più alta dell'isola è il monte Sasari la cui vetta si erge a 1220 metri sul livello del mare, da questa montagna sgorga il fiume Marutho che sfocia nell'oceano presso Hofi.
Il centro amministrativo è Buala, dove si trova anche un aeroporto, un altro importante villaggio dell'isola è Samasodu.

## Storia
Il primo contatto europeo con le isole salomone avvenne in quest'isola ad opera degli esploratori spagnoli Pedro Sarmiento de Gamboa, Pedro de Ortega e Álvaro de Mendaña nel 1568 che crearono una colonia sul posto e costruirono un'imbarcazione per studiare le isole ed il mare circostante.
Molto presto gli spagnoli suscitarono le ostilità degli indigeni, e avendo poco cibo, non trovando oro ed essendo assediati dagli attacchi e dalle malattie trasferirono la colonia nell'odierna Honiara a Guadalcanal.
Gli abitanti di Santa Isabel si convertirono al cristianesimo all'inizio del XX secolo.

## Lingue
Gli abitanti di Santa Isabel, oltre all'inglese e alla lingua pijin, parlano: lingua blablanga, lingua bughotu, lingua cheke holo, lingua gao, lingua kokota, lingua zabana, lingua zazao.